# Bencie Woll
Bencie Woll (* 1950 in New York City) ist eine amerikanisch-britische Linguistin für Gebärdensprache. Sie wurde 1995 die erste Professorin für Gebärdensprache und Deaf Studies im Vereinigten Königreich an der City University London. 2005 wechselte sie an das University College London, um dort Professorin und Direktorin des Deafness, Cognition and Language Research Centre (DCAL) zu werden.

## Ausbildung
Woll studierte an der University of Pennsylvania Linguistik im Hauptfach und erhielt 1970 ihren Bachelor of Arts (BA). Anschließend zog sie in das Vereinigte Königreich. Dort studierte sie Theoretische Linguistik an der University of Essex und schloss das Studium 1971 mit einem Master of Arts (MA) ab. Während ihrer Lehrtätigkeit an der University of Bristol arbeitete sie an einem Doctor of Philosophy (PhD) in Gebärdensprachlinguistik. Einen Doktortitel erhielt sie 1992.

## Akademische Karriere
Wolls Forschung konzentrierte sich auf die Linguistik von Gebärdensprachen. Sie erforschte die Geschichte und Soziolinguistik der British Sign Language (BSL), die Soziolinguistik von Gehörlosengemeinschaften, die Sprachentwicklung von gehörlosen Kindern, Gebärdensprachen neurowissenschaftlich und entwicklungsbedingte/erworbene Beeinträchtigungen bei Gebärdensprachnutzern. Zusammen mit Rachel Sutton-Spence stellte sie 1999 erstmals eine Grammatik für die BSL vor.
Von 1973 bis 1995 arbeitete sie an der University of Bristol als wissenschaftliche Mitarbeiterin, Forschungsstipendiantin und Dozentin. 1995 wurde sie als Professorin für Gebärdensprache und Deaf Studies an die City University London berufen. Damit hatte sie als erste Person im Vereinigten Königreich einen Lehrstuhl für Gebärdensprache inne. Im August 2005 wechselte sie an das University College London (UCL) ebenfalls als Professorin für Gebärdensprache und Deaf Studies. 2006 gründete sie das Deafness Cognition and Language Research Centre an der UCL und war für 10 Jahre dessen Direktorin.
Woll bietet ihre Expertise auch in Gerichtsverfahren mit Gehörlosen und British Sign Language an. Von 2002 bis 2008 war sie stellvertretende Vorsitzende der Royal Association for Deaf People. Seit 2011 ist sie Treuhänderin des UK Council on Deafness.

## Ehrungen
Woll erhielt 2000 den British Association for Applied Linguistics (BAAL) Book Prize für The Linguistics of British Sign Language: An Introduction. 2012 wurde sie zum Fellow of the British Academy (FBA) der britischen national academy for the humanities and social sciences ernannt. 2016 wurde sie zum Fellow of the American Association for the Advancement of Science (FAAAS) ernannt.
Für ihre Verdienste um die Hochschulbildung und gehörlose Menschen wurde sie bei den King´s 2023 Birthday Honours zum Member of the Order of the British Empire (MBE) ernannt.

## Ausgewählte Werke
- Jim G. Kyle, Bencie Woll: Sign language. The study of deaf people and their language. Cambridge University Press, Cambridge 1988, ISBN 0-521-35717-9, URL-Access registration, URL https://archive.org/details/signlanguagestud0000kyle
- Rachel Sutton-Spence, Bencie Woll: The linguistics of British Sign Language. An introduction. Cambridge University Press, New York 1998, ISBN 0-521-63142-4.
- Anne Baker, Bencie Woll: Sign language acquisition. John Benjamins Publishing, Amsterdam 2008, ISBN 978-90-272-2244-2.
- Roland Pfau, Markus Steinbach, Bencie Woll: Sign language. An international handbook. De Gruyter Mouton, Berlin/Boston 2012, ISBN 978-3-11-020421-6.
- Neil Smith, Ianthi Tsimpli, Gary Morgan, Bencie Woll: The Signs of a Savant. Language Against the Odds. Cambridge University Press, Cambridge 2014, ISBN 978-0-511-78053-0.
- Eleni Orfanidou, Bencie Woll, Gary Morgan: Research Methods in Sign Language Studies. A Practical Guide. Wiley-Blackwell, Oxford 2015, ISBN 978-1-118-27141-4.